# Cleomedes
|  | Per a altres significats, vegeu «Cleomedes (desambiguació)». |

Cleomedes (en grec antic: Κλεομήδης, llatí: Cleomedes) fou un astrònom de l'antiga Grècia autor d'un tractat elemental d'astronomia intitulat Sobre els moviments circulars dels cossos celestes.
Res no es coneix de la seva vida. Va viure possiblement entre una mica abans i una mica després que Claudi Ptolemeu, els treballs del qual segurament va conèixer, però en general hom el situa en un període temporal entre el 186 el 390 dC, tot i que el seu tractat és d'impossible datació. Es tracta d'una obra d'astronomia titulada Els cels (en grec antic: Μετέωρα, llatí: Caelestia) en dos llibres, que durant el Renaixement es va conèixer com a De motu circulari corporum celestium ('Sobre el moviment circular dels cossos celestes'), en el qual exposava de forma molt elemental el sistema de l'univers, seguint les teories de Posidoni.